# William Jebor
William Jebor (* 10. November 1991 in Monrovia) ist ein momentan vereinsloser liberianischer Fußballspieler auf der Position eines Stürmers. 

## Vereinskarriere

### Über Liberia und Syrien nach Ägypten
William Jebor wurde am 10. November 1991, während des liberianischen Bürgerkrieges, in der liberianischen Hauptstadt Monrovia geboren. Nachdem er in seiner Jugend unter anderem für den LISCR FC (Liberian International Shipping & Corporate Registry FC) aktiv gewesen war, wechselte er 2008 in den Herrenbereich der LPRC Oilers, einer weiteren Firmenmannschaft, die von der Liberia Petroleum Refining Company gesponsert wird. Nach zwei Jahren beim Verein aus der Hauptstadt tat sich für den 18-jährigen Liberianer ein Wechsel ins Ausland auf, wobei er vom syrischen Erstligisten at-Tali'a unter Vertrag genommen wurde. Dort spielte er an der Seite des späteren Torschützenkönigs dieser Saison, dem ehemaligen syrischen Jugendnationalspielers Firas Kashosh, und schloss die Saison mit dem Klub aus Hama auf dem neunten Tabellenplatz ab. In weiterer Folge wechselte er 2010 zum ägyptischen Zweitligisten Tersana SC, wo er fortan in der Gruppe B der dreigleisigen ägyptischen Zweitklassigkeit in Erscheinung trat. Während er für den Klub aus der Millionenstadt Gizeh aktiv war, kam er im März 2011 auch zu seinem Debüt in der A-Nationalmannschaft seines Heimatlandes. Die Saison 2010/11 beendete er mit dem Team auf dem dritten Tabellenplatz, mit einem Punkt Rückstand auf den Zweitplatzierten Itesalat und 15 Punkten Rückstand auf Meister und Aufsteiger El Dakhleya FC.

### Torschützenkönig und Meister in Ägypten und Libyen
Ein weiterer Vereinswechsel brachte ihn zum Ligakonkurrenten El-Sharqeya lel-Dokhan, der die Saison 2010/11 in der Gruppe B nur auf dem zwölften Tabellenplatz abgeschlossen hatte. Durch seine konstant guten Leistungen in der ägyptischen Zweitklassigkeit wurden auch die Vereine aus der Egyptian Premier League auf den offensivstarken und torgefährlichen Liberianer aufmerksam. So kam Jebor im Jahre 2012 zu einem Wechsel zum Erstligisten Tala’ea El-Gaish SC, mit dem er in die in zwei Gruppen aufgeteilte Egyptian Premier League 2012/13 startete. Dabei kam er für sein Team in 14 der insgesamt 15 Meisterschaftsspiele zum Einsatz und erzielte zehn Treffer, womit er Torschützenkönig der Saison 2012/13 wurde. In weiterer Folge wurde er im Dezember 2013 für den Rest der Spielzeit 2013/14 an den libyschen Erstligisten Al-Ahly Tripolis verliehen, bei dem er ebenfalls sehr torgefährlich agierte und mit dem Team umgehend libyscher Fußballmeister wurde. Nachdem die Mannschaft bereits nach der regulären Spielzeit auf dem ersten Platz rangierte, gewann sie auch die nachfolgende fünf Runden dauernde Meisterschaftsrunde um den Erhalt des libyschen Meistertitels. Damit verbunden war die Teilnahme an der CAF Champions League 2015, wo der Verein aus Tripolis ab der Vorrunde zum Einsatz kam, jedoch noch in dieser vom laufenden Turnier ausschied. William Jebor war daran jedoch nicht mehr beteiligt, nachdem er bereits im Sommer 2014 einen Wechsel nach Europa angetreten war.

### Sprung nach Europa
Dabei unterschrieb er im August 2014 einen Vierjahresvertrag beim portugiesischen Erstligisten Rio Ave FC, seines Zeichens Pokal- und Ligapokalfinalist der vorangegangenen Spielzeit. Dabei wurde der Liberianer aus einem bestehenden Vertrag mit den Ägyptern für eine kolportierte Ablösesumme in Höhe von 200.000 Euro herausgekauft, nachdem er schon ab Juli 2014 mit den Portugiesen mittrainiert hatte. Bei den Portugiesen erhielt er aufgrund seiner Fitness und seiner ausgeprägten Muskulatur rasch den Spitznamen Iron Man, kam als solcher jedoch unter Trainer Pedro Martins nur selten zum Einsatz. Nachdem er im Supercup-Spiel gegen Benfica Lissabon noch nicht mit von der Partie war, gab er erst Ende August sein Pflichtspieldebüt für Rio Ave, als er im Rückspiel der Qualifikations-Play-offs der Europa League 2014/15 gegen IF Elfsborg debütierte. Dabei kam er in der 70. Spielminute für Diego Lopes auf den Rasen und kam, nachdem er in den ersten beiden Spielen noch nicht im Kader war und in der dritten Runde einsatzlos auf der Ersatzbank saß, in der vierten Meisterschaftsrunde auch zu seinem Ligadebüt, als er beim 1:1-Auswärtsremis gegen den Moreirense FC ab der 61. Spielminute als Ersatz für Renan Bressan auflief. Im weiteren Ligageschehen wurde er von Pedro Martins nur selten und wenn, dann zumeist nur als Ersatzspieler für wenige Minuten eingesetzt. Erst ab der 28. Meisterschaftsrunde war ein Durchbruch des Liberianers im portugiesischen Profifußball bemerkbar, als er die meiste Zeit bis zum Saisonende als Stammkraft auflief.
Anders verlief er für den liberianischen Mittelstürmer allerdings in der Taça da Liga, dem portugiesischen Ligapokal, in dem er gleich von Beginn an in allen Partien seiner Mannschaft eine Stammposition innehatte und in jedem Match über die volle Spieldauer zum Einsatz kam. Mit seinem Team schied er dabei allerdings mit null Punkten in der Gruppenphase vom laufenden Wettbewerb aus. In der Taça de Portugal lief es für den 22- bzw. 23-Jährigen ähnlich wie in der Liga, wobei er auch hier nur unregelmäßig zu seinen Einsätzen kam. Mit der Mannschaft schaffte er es in diesem Fall bis ins Halbfinale, wo das Team Sporting Braga mit einem Gesamtscore von 1:4 aus Hin- und Rückspiel unterlag. William Jebor erzielte im Rückspiel gegen das Team aus Braga in der 46. Minute nach Ukra-Vorlage das einzige Tor seiner Mannschaft; zuvor hatte er unter anderem bereits eine Torvorlage in einem Ligapokalspiel beigesteuert. In der teils recht dichtgestaffelten Endtabelle reichte es für Jebor und den Rio Ave FC am Ende für den zehnten Tabellenplatz, woraufhin er, um mehr Spielpraxis zu sammeln, im Juli 2015 umgehend an den spanischen Zweitligisten SD Ponferradina verliehen wurde. Bei den Spaniern, denen er für die gesamte Saison 2015/16 zur Verfügung steht, gab er seine Pflichtspieldebüt in der ersten Meisterschaftsrunde bei einem 2:0-Sieg über den FC Elche, als er von Trainer José Manuel Díaz in der 70. Spielminute für José Andrés Rodríguez Gaitán, genannt Andy, eingewechselt wurde.
Mit seinem Wechsel in die spanische Zweitklassigkeit folgten für den Liberianer, der im Jahre 2011 für die A-Nationalmannschaft seines Heimatlandes debütierte, danach jedoch jahrelang nicht mehr in dieser zum Einsatz gekommen war, der Durchbruch im Nationalteam. Ab dieser Zeit wurde er regelmäßig ins liberianische Nationalteam einberufen, wobei er bei seinen Spielen sehr torgefährlich agierte. In der Liga hingegen blieben Einsätze, hierbei vor allem längere, weitgehend aus. Nachdem Jebor nur in sechs der ersten elf Ligapartien zum Einsatz kam und dabei nie über die volle Spieldauer am Rasen war, jedoch bei einem Kurzeinsatz gegen Real Oviedo in Runde 10 zwei Torvorlagen beigesteuert hatte, saß er in weiterer Folge regelmäßig auf der Ersatzbank, von der aus er allerdings längere Zeit nicht eingesetzt wurde und es nur selten zu wenigen Einsatzminuten brachte. Erst nach dem Abgang von Díaz als Cheftrainer und der Übernahme durch den bisherigen Co-Trainer Rubén Vega als Interimscoach verbesserte sich die Lage des Liberianers, der fortan regelmäßig zu seinen Einsätzen kam und mitunter auch über die ganzen 90 Minuten teilnahm. Auch, nachdem mit Fabri González, ein neuer Trainer gefunden wurde, blieben Jebors Einsätze nicht aus und er wurde bereits des Öfteren über die komplette Spieldauer eingesetzt. In diese Zeit fielen auch eine weitere Torvorlage bei einem 1:0-Sieg über CD Numancia sowie sein erster Ligatreffer bei einem 2:1-Sieg über SD Huesca.
Da jedoch auch Fabri den stark abstiegsgefährdeten Klub nicht aus der Abstiegszone bringen konnte, wurde dieser nach vier Niederlagen in fünf aufeinanderfolgenden Spielen wieder entlassen und erneut durch den Co-Trainer Rubén Vega ersetzt. Dieser berücksichtigte ihn jedoch nur mehr unregelmäßig und ließ anderen Mitspielern den Vortritt. Bis dato (Stand: 19. Mai 2016) kam William Jebor in 22 der bisher 38 Ligapartien zum Einsatz, wobei er einen Treffer und drei Torvorlagen beisteuerte, und mit der Mannschaft aktuell auf dem 18. Tabellenplatz und damit nur knapp vor der Abstiegszone rangiert. In der Copa del Rey 2015/16 wurde Jebor in zwei Spielen eingesetzt und erzielte am 3. Dezember 2015 einen Treffer beim 3:0-Hinspielsieg über SD Eibar im Sechzehntelfinale; nach der 0:4-Rückspielniederlage schied die Mannschaft vom laufenden Turnier aus.

## Nationalmannschaftskarriere
Erste Erfahrungen in der A-Nationalmannschaft seines Heimatlandes sammelte William Jebor im Jahre 2011, als er erstmals vom Italiener Roberto Landi in den liberianischen Nationalkader geholt wurde. Dabei debütierte er am 26. März 2011 bei einer 2:4-Niederlage gegen Kap Verde im dritten Gruppenspiel der Qualifikation zur Afrikameisterschaft 2012, als er über die volle Spieldauer am Rasen war. Die Mannschaft schied danach als Letzter der Gruppe A vorzeitig von der laufenden Qualifikation aus. Danach dauerte es über vier Jahre, ehe William Jebor wieder in die liberianische Fußballnationalmannschaft einberufen wurde. Nachdem er mittlerweile den Sprung nach Europa geschafft hatte und beim portugiesischen Erstligisten Rio Ave FC untergekommen war, dort jedoch zumeist nur als Ersatzspieler agierte, holte ihn James Debbah für die Qualifikation zur Afrikameisterschaft 2017 erneut ins Nationalteam. Hierbei war er am 14. Juni 2015 bei der 1:2-Niederlage gegen Togo über die volle Spieldauer am Spielfeld und erzielte in der 43. Minute mittels Distanzschuss den 1:0-Führungstreffer. Auch beim nachfolgenden Qualifikationsspiel gegen Tunesien, einem 1:0-Sieg am 5. September 2015, kam Jebor über die ganzen 90 Minuten zum Einsatz.
Nach seinem leihweisen Wechsel in die spanische Zweitklassigkeit kam er zu seinem eigentlichen Durchbruch im Nationalteam, als er in der ersten Runde der Qualifikation zur WM 2018 alle vier Tore seiner Mannschaft beim 4:2-Erfolg aus Hin- und Rückspiel gegen Guinea-Bissau erzielte. Dabei erzielte er das einzige Tor seiner Mannschaft beim 1:1-Remis im Hinspiel und einen Hattrick beim 3:1-Sieg im Rückspiel. Bereits einen Monat später schied Liberia noch frühzeitig aus der laufenden Qualifikationsphase aus, nachdem man in der zweiten Runde gegen die Elfenbeinküste mit 0:4 aus Hin- und Rückspiel unterlag; Jebor war in beiden Partien im Einsatz. Nachdem er beim 1:0 im Hinspiel des dritten Qualifikationsspiel zur Afrikameisterschaft 2017 gegen Dschibuti nicht im offiziellen Kader war, setzt ihn James Debbah beim 5:0-Erfolg im Rückspiel über die volle Spieldauer ein. Hierbei erzielte William Jebor am 29. März 2016 erneut einen lupenreinen Hattrick und kam damit bis dato in mindestens acht Länderspielen zum Einsatz, in denen er ebenso viele Tore erzielte.

## Erfolge
mit Tala’ea El-Gaish SC
- 1× Torschützenkönig der Egyptian Premier League: 10 Tore (2012/13)

mit Al-Ahly Tripolis
- 1× Meister der libyschen Premier League: 2013/14

mit Wydad Casablanca
- 2× Meister der marokkanischen Botola: 2016/17, 2018/19